# ガチ・キン
『ガチ・キン』は、ABCラジオ（朝日放送）で2012年7月6日から2016年9月23日まで放送された若者向けトーク番組・教養番組・音楽番組である。

## 概要
ABCラジオでは『ABCヤングリクエスト』以来、長年若者を主対象とした音楽リクエスト番組を編成していた。
2009年7月に『ABCミュージックパラダイス』が終了した後は、経費節減の名目で在京ラジオ局のネット受け に変更された。金曜22 - 24時の枠だけは、引き続きABCラジオ自主制作の『ミューパラアグレッシブ』を後継枠として放送した。
当番組は、2012年6月29日まで放送の『ミューパラアグレッシブ』に替わる若者向けの音楽・トーク番組として編成。パーソナリティには、セイ・タレントプロダクションに所属するDJのSoCo（ソーコー）を起用した。
当番組でのSoCoは、自身の人生経験などを基に、中高生を中心とした若者の悩みに対して「ガチンコ」で向き合うことをポリシーに挙げている。放送中には、リスナー から寄せられた人生相談に答える一方で、同世代で今聴かれている邦楽のリクエストにも応える。
SoCoの目に留まったメッセージを送ったリスナーには、番組独自の通し番号として「ガチナンバー」を与える。放送中にメッセージを読まれたリスナーへ、番組ノベルティとともに「ガチ・リス紹介カード」が贈られる。そのカードをもらった人が番組宛てにメッセージを送ると、「クリアじゃないファイル」がプレゼントされていた。
2016年9月23日の放送で終了。翌週（同月30日）からはSoCoの事務所の先輩・下埜正太がパーソナリティを務める生放送の音楽番組『下埜正太のショータイムレディオ』が、当番組の放送枠を引き継ぐ。

## 番組のグッズ
番組ノベルティグッズは以下のグッズが作られている（過去の物も含む）。
ノベルティグッズのほとんどはリスナー投票により決められた物である。
- 「クリアじゃないファイル」

ガチ・キンで作られた最初のノベルティグッズ。ミスプリントがある。
- 「どこに貼るのかステッカー」

投稿採用の時に必ずもらえるステッカー。
種類は1種類で円形の大きなステッカーである。
- 「実は作ってた名刺」

SoCoの、ガチ・キンのための名刺。
- 「使いにくいわクオカード

妄想王などになった際にプレゼントされた番組特製クオカード。
- 「わりとカラフルシャープペン」

ガチ・キンでのお便りが採用された場合にパーソナリティの独断によって貰える。7パターンある。
- 「缶バッジ」

ガチリスやパーソナリティの考えたデザインが描かれた番組特製缶バッジ。
これも3パターンある。
- 「オリオリオリオータオル」

マフラー風のタオルで、ネーミングには「しまう時は好きなように折りたたんでほしい」という意味が込められている。
- 「とうとうトートバッグ」

トートバッグには番組公式ゆるキャラ「ガチキンタくん」7人（リスナーからの作品やパーソナリティ、ゲストが書いたキャラの中からリスナー投票で決められた7つ）が描かれており、人気順により書かれている場所が異なっている。
ちなみに、ノベルティグッズという扱いではないが、番組グッズとしてTシャツ（スタッフや関係者が所持）が作られている。
また2014年6月6日放送分でiPod nanoが3名にプレゼントされた。

## パーソナリティ
- SoCo
  - ABCラジオで放送される当番組のスポットCMでは、2013年から「『走って攻める』と書いてSoCo（走攻）」というフレーズを自己紹介に用いている。
- 山崎好美（放送時間が拡大した2014年4月4日から出演）
  - 番組内でのあだ名は「よしみん」（初回出演時の放送で決定）。
  - 音楽ユニット『なついろ』のメンバー。
  - ABCテレビでは『おはよう朝日です』にレポーターとして出演。番組終了から間もない2016年10月末、芸能活動から引退した[3]。
- ガチ子（正体不明の謎のアシスタント）

## 放送時間
- 2012年7月6日 - 2014年3月28日

22:00 - 24:00
- 2014年4月4日 - 2016年9月23日

22:00 - 25:00
プロ野球シーズン中に『ABCフレッシュアップベースボール』枠のナイトゲーム中継を22:00以降も延長した際は、中継終了後に5分間の『ABCニュース』『ABC天気予報』を挟んだ後、短縮版扱いで25:00まで放送する。

## コーナー
ガチ・キン 最新ヒットチャート
CDセールスポイント、着うたなどのデジタル配信ポイント、リスナーからのリクエストによって作られるオリジナルチャート。
2014年4月から10位～4位と3位～1位を時間を分けて紹介するスタイルになった。
ドッキリ!ガッチリ!生電話!!
リスナー参加ゲームコーナーで略称は「ドキガチ」。22：45頃にエントリーしてきたリスナーに電話を掛け、トランプのビッグorスモールに挑戦してもらう。まず、よしみんが1枚目を引き、この後SoCoが引く2枚目がそれよりビッグかスモールかを当てる。正解なら3000円分のクオカードを獲得。もし外れた場合はキャリーオーバーされる。なお、このトランプには「ジョーカー」が1枚入っていて、これが出た場合は「仕切り直し」で、その際ビッグかスモールかを選び直せる。
ジャニーズWESTの男前を目指せ!
放送時間は23:30-23:40。『ミューパラアグレッシブ』時代の内包コーナーを継承。以前は独立番組として放送されていた。
ジャニーズWESTのCDデビュー決定に伴い、2014年4月より番組名を「関ジャニの男前を目指せ!」から変更した。
なお、2014年4月からは番組表では単独番組のようにガチ・キン本編とは別に記載されている。
ウイークリーSoCo
SoCoがこの一週間で体験したことなどを70秒間にまとめてしゃべる。（ほぼ毎回70秒に収まらない）
2016年4月からは「2ウィークSoCo」となり、SoCo知新と1週交替でたっぷりと時間をとって行うようになった
バンドやろうぜ（仮）
SoCoがメンバーとなっている架空のスリーピースバンド「ザ・一年坊s」 の活動をテーマにした大喜利
出題されたお題の例としては「路上ライブをやってみたら何が起きた?」「サポートメンバーが加入!何をサポートする?」などがある。
答えを紹介した後には、スタッフが週替わりで用意した3曲のいずれかをかけて、それをもってスタッフの評価とする。どの曲が高評価を表しているかはSoCoが自力で読み解く（よしみんは答えを知っている）のが恒例になっている。
紹介された答えの中から「ベストパフォーマー」（最優秀作）を決定。その人にはザ・一年坊sグッズが贈られる。
2016年1月29日放送分から「SoCoが並行して始めたユニット」として「WWW」（トリプルワラ） が誕生し、ザ・一年坊sとの差別化を図っている。
2016年4月からは「バンド応援しようよ（仮）」にマイナーチェンジし、「アーティスト目線」から「ファン目線」に変更された。お題も「試聴機を初めて使ってビックリ!何が起きた?」「気になったバンドのホームページにアクセスした「苦手かも…」なぜそう思った?」といった具合になっている。スタッフ評価も万雷の拍手＋花火音の「大ディエンス」・万雷の拍手の「中ディエンス」・一人だけ拍手の「小ディエンス」となり、最優秀作も「ベストKID」と呼ばれるようになった（選ばれるとこのコーナーだけのオリジナルグッズに加え「新・実は作ってた名刺」が贈られる）。
SoCo知新
毎週あるテーマで「現在の音楽シーン」と「そのルーツとなったであろう」バンド・ユニット・曲を次々と紹介し、SoCo流に分析していく。
2016年4月からは隔週のコーナーになり、「2ウィークSoCo」と1週交替で放送されている。

### 過去のコーナー（2015年3月まで）
今週のガチ・キン委員会
番組が高校を訪問したり、番組でしゃべってみたい高校生を募集し、その様子を紹介。
レインボーガチバトル
2人のリスナーが電話で登場。よしみんが7色の中からクジで選んだ色をテーマに該当するものを言い合うコーナー（制限時間は30秒）。もっとも多くの答えを出し勝利したリスナーは、当日の番組内で何度か流れるジングルをその場で収録し、リクエスト曲をかけることができ、番組グッズ詰め合わせセットがプレゼントされる。
また、負けたリスナーにもノベルティーグッズがプレゼントされる。
「レインボー」になる前は「50音ガチバトル」といって、「ジャンル」と「頭文字（かるたをめくって決める）」という2つのお題両方に合致した答えを言い合うルールだった。
今夜のガチゲスト
「ここガチ」という、ゲストがメディア等には話さないここだけの話をゲストが話す。 因みにガチ・キンでの最初のゲストはウーマンラッシュアワーであった。
アーティストガチクイズ
アーティストグッズのプレゼントコーナー。毎週違うアーティストから出されるクイズに答えて応募すると抽選でアーティストグッズがもらえる。
ガチ方ガチ三の青春人生相談
リスナーの恋愛・進路・性に関する悩みなど何でも「謎のハードボイルド作家・ガチ方ガチ三」がズバッと解決。流れとしては「まずガチ方先生としての見解」を述べた後、「SoCoなりの見解」を述べていた。よしみんがレギュラーになってからはよしみんがガチ方先生の元を訪れて見解を聞く形になっている。
2015年3月に海外へ旅立った設定で終了した。
SoCoの独り言
SoCoが気になったことを言うコーナー。 発言後は番組公式Twitterや番組ページにアップされる。
もう〜そ〜こ〜
毎週テーマを設定し、リスナーの妄想メッセージを紹介。
2014年4月より、会話の一言を募集する新シーズン「あ、君たちがいて僕がいる。」（君僕）を開始した。
番組開始〜2013年6月までは1stシーズン。
2013年7月〜2014年4月までは2ndシーズン（アハン制度によるランキング制）と、周期的にシステム変更が行われるコーナーである。
1st及び2ndシーズン時に:問われていたテーマは
「シチュエーション妄想」
「大喜利妄想」
「歌詞穴埋め妄想」
の3つであった。
1stシーズンでは投稿者にはステッカー、SoCoが決める1番にはクリアファイルをプレゼントしていたが、2ndシーズンからは、投稿、採用、SoCoが決めた1番に応じたポイント制度「アハン制度」を導入し、3ヶ月ごとに集計されたランキングを基に「妄想王」を決定し、ノベルティグッズをプレゼントしていた。
2ndシーズンの1stステージ（2013年7月〜9月迄）の集計の結果、12.5アハンが最高だった。また、皆勤賞には2名選出された。
2ndシーズン2ndステージ（2013年10月〜12月迄）には、妄想のレベルも高まり、高校生からの投稿率が高かった。
2ndシーズン3rdステージ（2014年1月～3月迄）は、序盤から終盤まで激しいバトルが繰り広げられた末にチャンピオンが決定した。
ゆるガチ
2014年4月から始まった。募集する企画はその週によって変わる。

### 不定期コーナー
ガチ・キン知恵袋
番組公式のTwitterやFacebookを使ってリスナーからの悩みにリスナーが答える。2012年番組開始以降数回しか行っていない。

## ガチガチ団
ガチ・キンでは不定期でガチリスとの交流イベント（ガチガチ団）を企画している。
- 第一弾（2013年4月）は神戸のチャリティー目的の音楽フェス「カミング神戸」に招待するイベントを実施した。選ばれたリスナーは関西でも有数のフェスに無料招待された。
- 第二弾（2013年8月）はガチリスを朝日放送本社スタジオに招待し、コーナー参加や社屋見学を実施した。
- 第三弾（2014年7月）は青春パンクバンドガガガSPのツアーライブに招待した。参加者は10人。
- 第四弾（2014年8月）は昨年に引き続きガチリス15人を朝日放送に招待し、自己紹介と30秒ガチバトルをリスナーがする模様が放送された。

## その他
- ABCラジオトップページ「ただいま放送中!」欄やradiko番組表などへ掲載される放送当日の内容紹介文は、番組紹介文も付け加えているために文字量が同局他番組と比べて非常に多く、『ABCフレッシュアップベースボール』（屋外球場開催のナイターでは中継予備カードが書かれることが多いので、文字量が増える）のないナイターオフシーズンは当番組がよく目立っていた[7] が、2015年7月頃より番組紹介文の部分は割愛された[8]。
- 2015年1月17日にSoCo、翌週24日に山崎が『南山千恵美のMusic Smile』15時台の選曲コーナーに出演した（事前収録）。
- 2015年11月15日（日曜日）には、「創立65周年記念 ABCラジオまつり2015」の公開生放送企画に、午前の部のリポーターとしてSoCoと山崎が出演した[9]。